# Enotepteron rosewateri
Enotepteron rosewateri is een slakkensoort uit de familie van de Gastropteridae. De wetenschappelijke naam van de soort is voor het eerst geldig gepubliceerd in 1988 door Gosliner.